# Институт водного транспорта имени Г. Я. Седова
Институт водного транспорта им. Г. Я. Седова — учебное заведение в Ростове-на-Дону, филиал ГМУ имени адмирала Ф.Ф. Ушакова (до 2012 года — Ростовский-на-Дону морской колледж им. Г. Я. Седова), основанный в 1876 году.

## Названия учебного заведения (мореходки) в разные годы
- с 1876 по 1882 год — Ростовский-на-Дону имени генерал-адъютанта графа П. Е. Коцебу мореходный класс 1-го разряда
- с 1882 по 1896 год — Ростовские-на-Дону имени генерал-адъютанта графа П. Е. Коцебу мореходные классы 2-го разряда
- с 1896 по 1902 год — Ростовские-на-Дону имени генерал-адъютанта графа П. Е. Коцебу мореходные классы 3-го (высшего) разряда
- с 1902 по 1905 — Ростовское-на-Дону мореходное училище дальнего плавания с приготовительной школой при нём имени графа П. Е. Коцебу;
- с 1905 по 1911 — Ростовские-на-Дону соединённые училища дальнего плавания и судовых механиков торгового флота с приготовительной при них школой имени графа П. Е. Коцебу;
- с 1911 по 1915 — Ростовские-на-Дону соединённые училища дальнего плавания и судовых механиков торгового флота имени Августейшего Атамана всех казачьих войск наследника цесаревича Алексея Николаевича с приготовительной школой при них имени графа П. Е. Коцебу;
- с 1915—1920 Ростовские-на-Дону соединённые училища дальнего плавания и судовых механиков торгового флота с приготовительной при них школой;
- с 1920 по 1923 — Ростовский-на-Дону техникум водного транспорта;
- с 1923 по 1931 — Ростовский-на-Дону политехникум водных путей сообщения (готовил судомехаников, гидротехников и эксплуатационников) и Рабочий морской техникум (готовил судоводителей);
- с 1930—1932 — Ростовский-на-Дону политехникум водного транспорта;
- с 1932—1939 — Ростовский-на-Дону Объединённый техникум водного транспорта (готовил морских и речных специалистов);
- с 1939 по 1940 — Ростовский-на-Дону морской техникум
- 1939(40) год — присвоение имени Г. Я. Седова, выпускника мореходных классов, полярного исследователя;
- с 1940—1944 — Ростовский-на-Дону морской техникум имени Г. Я. Седова;
- с 1944 по 1976 — Ростовское-на-Дону мореходное училище им. Г. Я. Седова;
- 1976 год — в связи со 100-летним юбилеем и заслугами в деле подготовки специалистов для морского транспорта СССР Указом Президиума Верховного Совета СССР награждение орденом «Знак Почета»
- с 1976 по 1992 — Ростовское-на-Дону ордена «Знак Почёта» мореходное училище им. Г. Я. Седова;
- с 1992 по 2006 — Ростовский-на-Дону морской колледж им. Г. Я. Седова;
- с 2006 по 2012 — Ростовский морской колледж им. Г. Я. Седова — филиал Государственного морского университета имени адмирала Ф. Ф. Ушакова
- с 2012 по настоящее время — Институт водного транспорта имени Г. Я. Седова — филиал Государственного морского университета имени адмирала Ф. Ф. Ушакова
- с 2006 года, впервые за 130 лет, Ростовский морской колледж имени Г. Я. Седова перестал быть самостоятельным юридическим лицом. Ныне это филиал ГМУ имени адмирала Ф. Ф. Ушакова (город Новороссийск). Выпускники, начиная с 2006 года, получают диплом ГМУ, а не РМК (ИВТ).
- Начальники — директора (кормчие) РОСТОВСКОГО-НА-ДОНУ МОРЕХОДНОГО УЧЕБНОГО ЗАВЕДЕНИЯ 1. Высота Всеволод Петрович (1876—1888, 12 лет); 2. Солопов Егор (Георгий) Михайлович (1888—1890 г.г., 1 г.и 3 м); 3. Туманов Петр Александрович (1890—1910 г.г., 20 лет); 4.  1910—1914 г.г. — Ратманов Сергей Модестович (3 года); 5. 1914—1919 г.г. — Андреев К. В.(5 лет); 6.  1920—1924 г.г. — Ивановский А. В.(4 года); 7. 1924—1926 г.г. — Виницкий Г. С.(2 года); 8. 1927—1929 г.г. — Мосорин А. И.(2 года); 9. 1930—1933 г.г. — Гальченко Г. С.(3 года); 10. 1933—1935 г.г. — Зайченко И. А.(2 года); 11. 1935—1938 г.г. — Гумперт Б. В.(3 года); 12. 1938—1941 г.г. — Шерстнев А. Н.(3 года); 13. 1941—1942 г.г. — Чумаченко И. И.(1 год); 14. 1942—1949 г.г. — Агеев Владимир Ефимович (7 лет); 15. 1950—1956 г.г. — Гайдуков А. В.(6 лет); 16. 1956—1987 г.г. — Юрков Н. А.(31 год); 17. 1987—2006 г.г. — Семченко В. А.(19 лет); 18. 12.04.2004-31.05.2004 г.г. — и. о. Носульчак А. П. (1,6 месяцев); 19. 2006—2011 г.г. — Правдюк С. А.(5 лет); 20. 2012—2015 г.г. -Лутков С. А. (4 года); 21. 2015—2019 г.г. — Черноглазов Д. Г. (4 года); 22. С 2019 г. по н/в — Ющенко А. В.

## Краткая история мореходки
История института начинается с мореходного класса, открытого в 1876 году по инициативе общественности Донского края для подготовки штурманов каботажного плавания. В 1896 году для классов построили собственное здание. В 1914 году построено новое здание главного корпуса. С 1920 года — Ростовский-на-Дону техникум водного транспорта. С 1923 года — Ростовский-на-Дону политехникум водных путей сообщения. С 1944 года — Ростовское-на-Дону мореходное училище им. Г. Я. Седова. За большой вклад в развитие морской отрасли Родины и в связи со столетием со дня образования в 1976 году училище награждено орденом «Знак Почета».
- Памятные знаки училища

## Специальности и направления подготовки в настоящее время
1. Среднее профессиональное образование:
  - Судовождение;
  - Эксплуатация судовых энергетических установок;
  - Эксплуатация судового электрооборудования и средств автоматики.
2. Высшее образование:
  - Судовождение;
  - Эксплуатация судовых энергетических установок;
  - Технология транспортных процессов;
  - Управление водным транспортом и гидрографическое обеспечение судоходства;

## Учебные суда мореходки
- Баркентина УПС «Ипполит» с 1924 по 1927 год (экс «Святой Ипполит»), построена в 1892 году в Таганроге для местных мореходных классов.
- Баркентина УПС"Вега" с 1928 по 1941 год (экс «Таара»), построена в 1901 году в Эстонии; летом 1941 г., после бомбежки, утонула у причала в Геленджике.
- Баржа «Кашалот», 1944—1945 г.г. немецкая баржа.
- УПС т/х «Георгий Седов» с 1952 по 1954 год (экс названия: «Возрождение», «Е. И. В. Верховный Главнокомандующий Великий Князь Николай Николаевич», «Феодосия», «Ploesti», «Janina»), постр. в 1898 году в Триесте (Австро-Венгрия); в 1990 году разделан на металлолом в Черноморском ССЗ.
- парусно-моторная баркентина УПС «Альфа» с 1954 по 1967 год, построена для СССР после Великой Отечественной войны, в счет репарации, в 1948 году в Финляндии. Затоплена в затоне Ковш реки Дон в 1971 году.
- УПС т/х «Василь Коларов» с 1968 по 1973 год (один из 2-х судов типа «Георги Димитров», построен в 1958 году (НРБ), проект 528В), ЧМП / АМП.
- УС т/х «Адмирал Лунин» с 1973 по 1989 год, экс т/х «Кара-Даг» типа «Алупка», построена в 1965 году (НРБ), проект 543, в АМП 1965—1973 годах. В 1989 году продан в Грецию.
- УС т/х «Александр Кучин» с 1989 по 1992 год, экс т/х «Алупка», построена в 1960 году (НРБ), проект 543. В 1992 году продан в Грецию на металлолом.

## Наиболее известные выпускники мореходки
- СЕДОВ ГЕОРГИЙ ЯКОВЛЕВИЧ (1877—1914) — окончил Ростовские мореходные классы (1898), (впоследствии РМУ им. Г. Я. Седова). Родился близ г. Мариуполя (быв. г. Жданов) на хуторе Кривая Коса (ныне поселок Седово) на берегу Азовского моря. Русский полярный исследователь; офицер — поручик (старший лейтенант) по адмиралтейству Главного Гидрографического управления флота царской России. Начальник Первой Русской экспедиции на Северный Полюс, организованной без поддержки государства, на частные пожертвования. Действительный член Русского Географического Общества; член Русского Астрономического Общества.
- Абанькин Павел Сергеевич (1902—1965) в 1921 году окончил гидротехническое отделение Ростовского-на-Дону политехникума водного транспорта — участник Великой Отечественной войны (1941—1945), адмирал, начальник Гидрографической службы ВМФ СССР (1952—1956 г.г.).
- БЕЛОУСОВ МИХАИЛ ПРОКОФЬЕВИЧ (1904—1946) — участник Великой Отечественной войны (1941—1945). Родился в Ростове н/Дону. В 1924 г. окончил Ростовский н/Дону политехникум водных путей сообщения, (впоследствии РМУ им. Г. Я. Седова). С 1924 года работал матросом, а затем штурманом на судах Дальневосточного бассейна. 1939—1940 гг. ледовый капитан ледокола «ИОСИФ СТАЛИН». За образцовое выполнение правительственного задания и проявленные при этом мужество и героизм Указом Президиума Верховного Совета СССР от 3 февраля 1940 года капитану ледокола «ИОСИФ СТАЛИН» БЕЛОУСОВУ МИХАИЛУ ПРОКОФЬЕВИЧУ присвоено звание ГЕРОЯ СОВЕТСКОГО СОЮЗА с вручением ордена Ленина и медали «Золотая Звезда» (№ 391). В 1940 году в экспедиции под руководством И. Д. Папанина вывел изо льдов дрейфовавший ледокольный п/х «Георгий Седов». По окончании навигации назначен начальником морской администрации Главного Управления Северного Морского Пути (ГУ СМП). В годы Великой Отечественной войны руководил морскими перевозками в Арктике. После войны капитан 1-го ранга Белоусов М. П. служил в Военно-Морском Флоте. Умер 15 мая 1946 года. Похоронен на Новодевичьем кладбище города Москвы.
- ЛУНИН НИКОЛАЙ АЛЕКСАНДРОВИЧ (1907—1970) — участник Великой Отечественной войны, подводник (1941—1945). Родился в Одессе. В 12 лет, он уже был юнгой на пароходе общества РОПиТ. 1925—1929 — выпускник Ростовского н/Дону политехникума водных путей сообщения, (впоследствии РМУ им. Г. Я. Седова). В августе 1930 года был призван на срочную службу в Красную Армию. В ноябре 1931 года уволен в запас. С января 1932 года преподавал в Одесском институте инженеров водного транспорта. С мая 1933 года плавал на баркентине «Вега» по Чёрному морю вторым помощником капитана, а вскоре стал старшим помощником и капитаном судна. Затем плавал на судах «Вега», «Серго», «Азнефть», «Грозный», «Советская нефть» штурманом и капитаном. Ходил в рейсы в Турцию, Францию, Германию, Данию. Капитан дальнего плавания. В 1935 году был призван в Рабоче-Крестьянский Красный Флот на учёбу в Учебный отряд подводного плавания ВМС РККА имени С. М. Кирова. Окончил отряд в апреле 1937 года, получил воинское звание старший лейтенант и назначен помощником командира подводной лодки «Щ-402» Северного флота, в апреле 1938 года командиром лодки «Щ-404». В годы Великой Отечественной войны (1941—1945) командовал подводными лодками типа «Щука» и типа «Крейсеркая», затем соединением подводных лодок Северного Флота ВМФ СССР. Командуя ПЛ-ками атаковал и потопил различные транспорта и корабли противника. 28 июня 1942 года, управляя крейсерской ПЛ «К-21», совершил торпедную атаку немецкого линкора «Tirpitz»(«Тирпиц»). После окончания войны, ЛУНИН Н.А., продолжал служить на ВМФ. Ушел в отставку в звании контр-адмирала. ГЕРОЙ СОВЕТСКОГО СОЮЗА, орденоносец. Умер 17 ноября 1970 года в Ленинграде.
- КИССА НАТАЛЬЯ НИКОЛАЕВНА (1908—1990) — Участница Великой Отечественной войны (1941—1945). Родилась 13 сентября (26 сентября по новому стилю) 1908 года на борту парохода «Возрождение», капитаном которого был её отец Николай Васильевич Кисса. Пароход «Возрождение» шел рейсом из Бердянска в Одессу и к моменту появления на свет дочери капитана находился в Керченском проливе. Однако официальным местом рождения Натальи Николаевны считается Кишинев, в этом городе прошло её раннее детство. Русская. В 1937 г. окончила Ростовский н/Д политехникум водных путей сообщения, (впоследствии РМУ им. Г. Я. Седова). С 1931 г. работала матросом и штурманом на судах Азово-Черноморского морского пароходства (АзЧМП). В 1941—1942 гг. была старпомом на теплоходе «Анатолий Серов» (Аз-ЧМП). Участвовала в эвакуации войск из Одессы, в Керченско-Феодосийской десантной операции, обороне Севастополя. В 1959—1964 годах — капитан теплохода «Пионер» (АзЧМП). Указом Президиума Верховного Совета СССР от 7 марта 1960 года присвоено звание ГЕРОЯ СОЦИАЛИСТИЧЕСКОГО ТРУДА с вручением ей Ордена ЛЕНИНА и золотой медали «Серп и Молот». Награждена орденом Ленина, орденами Трудового Красного Знамени и «Знак Почёта», а также медалями. Почётный работник Морского флота. 03 сентября 1990 года похоронена на Кировском кладбище в Мариуполе.
- ДАНИЛКИН ИВАН ДМИТРИЕВ ИЧ (1907—1985) — участник Великой Отечественной войны, участник войны с Японией, награждён орденами и медалями (1941—1945). Родился в Ростове‑на‑Дону. С 17 лет был матросом на судах Азовского морского пароходства. С 1939 по 1946 служил на ВМФ. В 1932 году окончил Ростовский н/Д политехникум водных путей сообщения (впоследствии РМУ им. Г. Я. Седова). В 1953 г. окончил Ленинградский институт инженеров водного транспорта, затем Академию морского флота. Работал помощником капитана, капитаном теплоходов Азовского и Черноморского морского пароходств. Капитан дальнего плавания. Начальник Азовского морского пароходства (1946—1953). Начальник Мурманского морского пароходства (1956—1963). Преподаватель Ростовского Мореходного училища им. Г. Я. Седова (1963—1985). Его именем названо судно Мурманского Морского пароходства т/х «Капитан Данилкин» (тип «Норильск» СА-15), построен в 1987 г. в Финляндии, ледокольный транспорт многоцелевого назначения. Умер и похоронен в г. Ростове н/Дону.
- Харченко, Виктор Иванович (1935—2015) — выпускник судоводительского отделения 1954 года. Советский капитан дальнего плавания, начальник Балтийского морского пароходства, российский предприниматель.
- Збаращенко, Виталий Стефанович (род. 1935) — выпускник судоводительского отделения РМУ им. Г. Я. Седова 1955 года. Начальник ГХО «Южфлот» и член Коллегии ММФ (1978—1986); зам. министра Морского Флота СССР (1986—1989); генеральный директор российско-германской компании «Транснаутик» Гамбург, Германия (1989—2006); награждён орденами и медалями СССР.
- Петров Михаил Клементьевич, заместитель наркома морского флота СССР, 1-й заместитель наркома морского флота СССР (1939—1946 г.г.).
- Саблин Петр Петрович (род. 1927 г.) — выпускник дноуглубительного отделения 1949 года, капитан-багермейстер, Герой Социалистического Труда (1960).
- Колесников Анатолий Ефимович (род. 1944) — выпускник судоводительского отделения в 1968 году. Капитан дальнего плавания. Капитан-наставник группы лихтеровозов агентства «Интерлихтер» (1989); зам. начальника пароходства по безопасности мореплавания СДП (1993—1996); участник 8-ми сессий и ассамблей ИМО в Лондоне (1989—1996); Начальник Главного морского агентства в Румынии и в Словакии (1996—2002); Капитан морского порта Измаил с 2004 г.
- Семченко, Валентин Алексеевич (род. 1947) — выпускник судомеханического отделения в 1971 году. Начальник РМУ им. Г. Я. Седова с 1987 по 2006 гг. (19 лет). Преобразовывал в 1992 году училище в морской колледж (РМК), создатель системы высшего морского образования в Ростове на Дону. С 2006 по 2016 г.г. — директор Бункерной компании «Росмортранс» в г. Ростове на Дону, Ветеран труда.
- Алисов Евгений Алексеевич (1929—2009) — окончил курсы штурманов дальнего плавания при РМУ им. Седова в 1953 г. Капитан дальнего плавания, капитан БМРТ Жуковский. ,Флагманский капитан, Генеральный директор производственного объединения «ЮГРЫБХОЛОДФЛОТ», Герой Социалистического труда, почетный гражданин Гагаринского района г. Севастополя, почетный работник рыбного хозяйства СССР. ,ветеран рыбного хозяйства Украины,
- Бондаренко Константин Яковлевич — окончил гидротехническое отделение Ростовского-на-Дону политехникума водного транспорта(1937 год), директор Дальтехфлота (1943—1959 г.г.), генерал-директор технического флота III ранга (1951), почетный гражданин г. Находка № 1 (1967),